# Эстландер, Карл Густав
Карл Густав Эстландер (фин. Carl Gustaf Estlander) (31 января, 1834, Лаппварти — 28 августа, 1910, Хельсинки) — финский профессор литературы и эстетики, номинант Нобелевской премии по литературе 1901 года.
Его родители были докторами богословия: пастор Якоб Эстландер Йонас (1785—1854) и Мэри Элизабет. Он учился в средней школе в городе Вааса, окончил в 1850 году. Получил диплом бакалавра наук в 1856 году, степень магистра в 1857 году, степень лиценциата в 1859 году и докторскую степень в 1860 году.
Был доцентом и преподавателем Хельсинкского университета эстетики новой литературы в 1860—1868 годах. Профессор в 1861—1862 и 1867—1868, а также профессор с 1868 по 1898 год. Он был куратором исторического и лингвистического факультетов в 1859—1863 годах. Также декан исторического и лингвистического факультетов в 1884 году. Эстландер становится инспектором Ассоциации студентов с 1870 по 1884 года. Он был советником канцлера в 1891 году, статским советником в 1898 году, был посвящён в рыцари в 1898 году.
Он был участником Хельсинкского городского совета в 1875—1879 и 1883—1885 годах. Председатель Археологической комиссии в 1890—1894 годах, секретарь финского художественного общества в 1869—1876 годах и его председатель в 1878—1896 годах, вице-президент Финского общества ремесел с 1876 по 1882 год, председатель финского общества наук в 1876—1877 годах и председатель ассоциации Ученого чтения с 1876 по 1877 года. Эстландер был членом и председателем ряда институтов по вопросам образования.
Эстландер был женат с 1860 года на Елене Авроре Федерли. У них было восемь детей. Его брат был профессором хирургии в Университете Хельсинки.